# Inna bajka (tom poetycki)
Inna bajka – tom poetycki Rafała Wojaczka wydany w 1970 we Wrocławiu przez Zakład Narodowy im. Ossolińskich; drugi i zarazem ostatni tom poetycki wydany za życia poety. 
Tom został poddany ostrej cenzurze. Powodem tego było widoczne motto poprzedzające utwory i recenzje, gdzie jest brak daty oraz autora. Faktycznym autorem był Czesław Miłosz, ówczesny poeta znajdujący się na cenzurowanym. Tom dedykowany jest Andrzejowi Wojaczkowi, bratu poety. Rękopisy wierszy wchodzących w skład Innej bajki znajdują się w zbiorach Biblioteki Zakładu Narodowego im. Ossolińskich.

## Wiersze
- Geneza
- Inicjacja
- Czy wiersz może nie być kobietą
- Muzyczne
- Na nucie najwyższej
- Mówię, dziwię się
- ••• (Ta rzeka może nieśmiało przypomina Odrę...)
- Wieża
- Wstęp do nauki o barwach, czyli Malarz, malujący nocą
- Inna bajka (Ta okolica łagodna nad poważną rzeką...)
- Polonia restituta
- To nie fraszka
- Ballada bezbożna
- Ballada o prawdziwej krwi
- Poeta
- Wzgórze albo bohater narodowy
- Nasza Syberia
- Nowy świat
- Kwiat zrywając, ciebie biorąc
- Genealogia bohaterów
- Finis Poloniae
- Piosenka bohaterów II
- Nieznane plemię
- Dydaktyczne
- Na jednym rymie
- Dotknąć...
- Piosenka bohaterów V
- Na brzegu wielkiej wody
- Pewna komoda, czyli
- Gwiazda (Gwiazdo wysoka w wieczystym niebie...)
- Światełko
- Zawsze dojrzali
- Zdumiewa się mądrością
- Była wiosna, było lato
- List do nie wiadomo kogo
- Zapis z podziemia